# Bandiera della Florida
La bandiera della Florida consiste in una Croce di Sant'Andrea, più specificamente la Croce di Borgogna di Spagna, rossa con al centro lo stemma dello stato su sfondo bianco.
La bandiera venne approvata nel 1900 a seguito di un referendum popolare.

## Storia
Dal 1868 al 1900 la bandiera dello Stato era composta unicamente dallo stemma dello Stato su sfondo bianco. Il governatore dello Stato, Francis P. Fleming, suggerì di apporre una croce di Sant'Andrea. Ci furono polemiche in quanto il disegno della bandiera ricorda la bandiera degli stati confederati.

## Bandiere storiche

Bandiera della Florida (13 gennaio 1861 - 12 settembre 1861)
Bandiera della Florida (13 settembre 1861 - 5 maggio 1868)
Bandiera della Florida (6 maggio 1868 - 1900)
Bandiera della Florida (1900)
Bandiera della Florida (1900-1985)